# Антим Йованопулос
Антим (на гръцки: Άνθιμος) е гръцки духовник, архимандрит, игумен на Сливенския манастир и деец на гръцката въоръжена пропаганда в Македония.

## Биография
Роден е като Антимос Йованопулос (Άνθιμος Γιοβανόπουλος) в 1830 година в костурското погърчено село Костараджа, тогава в Османската империя. Баща му Йован (Янис) е от Костараджа, а майка му е от Горенци. Учи първоначално в родното си село, а след това се замонашва в Сливенския манастир „Свети Николай“. Става игумен, а скоро костурският митрополит го издига до архимандрит.
По време на Гръцката въоръжена пропаганда в Македония (1904 – 1908) манастирът, под ръководството на игумена си става убежище на гръцките андарти, воюващи с четите на ВМОРО. Много гръцки андарти споменават в спомените усилията на Антим за гръцката кауза. На 8 март 1905 година манастирът е изгорен от български чети, а игуменът Антим Сливенски и монахът Дамян Х. Тоскос са убити. Като отмъщение през май гръцки чети нападат съседното село Жупанища. Антим е обявен за агент от I ред.
На 15 октомври 2004 година по повод 100 години от смъртта му архиепископ Христодул Гръцки открива паметна плоча в Сливенския манастир и бюст в двора на църквата „Свети Димитър“ в Ново Костараджа.